# Anne Menden
Anne Evelyn Margarethe Menden (* 5. Oktober 1985 in Troisdorf) ist eine deutsche Schauspielerin und Sängerin.

## Leben und Karriere
1998 nahm die in Nordrhein-Westfalen geborene Anne Menden ihre erste CD mit volkstümlicher Musik auf. Ein Jahr später zeichnete sie Trailer für das Super-RTL-Kinderprogramm Toggo auf und spielte eine kleine Rolle in der Oper Rigoletto am Kölner Opernhaus. 2001 veröffentlichte sie ihre erste englischsprachige Pop-CD unter ihrem Künstlernamen Avendra. Nach dem Erwerb der Fachoberschulreife an der Hennefer Kopernikus-Realschule bewarb sie sich an der Theaterakademie Köln und wurde 2003 als jüngste Studentin der Akademie aufgenommen. Sie brach das Studium nach drei Semestern ab.
Seit dem 5. Oktober 2004 – ausgestrahlt im Dezember 2004 – spielt Menden in der RTL-Daily Soap Gute Zeiten, schlechte Zeiten die Hauptrolle der Emily Höfer. 2006 spielte sie im Musikvideo der Band Rapsoul zu deren Single Sonnenschein eine kleine Nebenrolle, in der sie etwa 15 Sekunden zu sehen ist. 2011 war sie in Doctor’s Diary in einer kleinen Gastrolle zu sehen. 2012 übernahm sie eine Gastrolle in der RTL-Action-Serie Alarm für Cobra 11 – Die Autobahnpolizei.

## Persönliches
Menden ist Unterstützerin der Umweltschutzorganisation Sea Shepherd. Sie lebt vegan.

## Filmografie

### Fernsehen
- seit 2004: Gute Zeiten, schlechte Zeiten
- 2011: Doctor’s Diary
- 2012: Alarm für Cobra 11 – Die Autobahnpolizei

### Musikvideos
- 2006: Sonnenschein – Rapsoul
- 2012: Engel – SEBEL